# Подерсдорф-ам-Зее
Подерсдорф-ам-Зее (нім. Podersdorf am See) — ярмаркова громада округу Нойзідль-ам-Зее у землі Бургенланд, Австрія.
Подерсдорф-ам-Зее лежить на висоті  121 м над рівнем моря і займає площу  41,73 км². Громада налічує 2073 мешканців. 
Густота населення 50/км².  
|                                            |
| Подерсдорф-ам-Зее на мапі округу та землі. |

Бургомістром громади є Андреас Штайнер від Австрійської народної партії. Адреса управління громади:  7141 Podersdorf am See. 

## Демографія
Історична динаміка населення міста за даними сайту Statistik Austria

## Виноски
1. ↑  Dauersiedlungsraum der Gemeinden Politischen Bezirke und Bundesländer - Gebietsstand 1.1.2018 — Статистичне управління Австрії.
2. ↑   Podersdorf am See
3. ↑  Gemeindedaten von Podersdorf am See

| Австрія | Це незавершена стаття з географії Австрії. Ви можете допомогти проєкту, виправивши або дописавши її. |